# Kongres pro demokracii a spravedlnost
Kongres demokracie a spravedlnosti (francouzsky Congrès pour la démocratie et la justice, CDJ) je politická strana v Gabonu.

## Historie
Během parlamentních voleb v roce 1996 získala CDJ jedno křeslo v Národním shromáždění. Tento mandát obhájila i během parlamentních voleb v roce 2001 a v roce 2006. Během předčasných prezidentských voleb v roce 2009, které se konaly po smrti úřadujícího prezidenta Omara Bonga, byl kandidátem této strany její předseda Jules-Aristide Bourdes-Ogouliguende. Podle oficiálních výsledků získal 0,2 % hlasů. Během parlamentních voleb v roce 2011 strana ztratila své jediné křeslo v Národním shromáždění.